# Liberty (hop)
Liberty is een hopvariëteit, gebruikt voor het brouwen van bier.
Deze hopvariëteit is een “aromahop”, bij het bierbrouwen voornamelijk gebruikt vanwege zijn aromatische eigenschappen. De soort werd in de Verenigde Staten geïntroduceerd. Het is een kruising tussen een, met colchicine behandelde, tetraploïde gecultuveerde vrouwelijke hopvariëteit Hallertau Mittelfrüh en een valse meeldauw-resistente mannelijke hopplant.

## Kenmerken
- Alfazuur: 3 – 6%
- Bètazuur: 3 – 4%
- Eigenschappen: kruidig, toetsen van limoen en citroen